# وزارت نیرو (ایران)
وزارت نیرو از وزارت‌خانه‌های ایران است، که در زمینه تولید، انتقال و توزیع انرژی الکتریکی و نیز نگهداشت تأسیسات، همچنین مدیریت منابع آب و دفع فاضلاب فعالیت می‌کند. نیروگاه‌های برق، سدهای برق آبی و شبکه‌های برق‌رسانی تحت مدیریت وزارت نیرو قرار دارند.

## تاریخچه
آغاز تشکیل وزارت آب و برق (که بعدها به وزارت نیرو تغییر نام پیدا کرد) از اولین نظام‌نامه مؤسسه برق تهران مصوب بیست و پنجم مهرماه ۱۳۱۵ که به‌منظور برق‌رسانی به منازل و معابر شهر تهران تأسیس شده بود و قانون اجازه تأسیس بنگاه آبیاری مصوب بیست و نه اردیبهشت سال ۱۳۲۲ که وظیفه‌اش توسعه و اصلاح امور آبیاری کشور بود، به وجود آمد.
وضعیت ساختار اداری دولت پس از مشروطه تا سال ۱۳۴۲ که وزارت آب و برق تأسیس شد، همیشه به‌گونه‌ای بوده که ضرورت تمرکز مربوط به امور آب و برق و انرژی در یک مجموعه منسجم احساس می‌شد. به وجود آمدن تأسیسات سدهای مخزنی در نقاط مختلف کشور (لار، لتیان، درودزن و زرینه‌رود) قانون اجرای انتقال برق از طریق خطوط هوایی (۱۳۳۹/۳/۲) و وجود چندین دستگاه که متکفل مسئله آب‌رسانی و برق‌رسانی بوده‌اند نیز هیچگاه راهگشای حل معضلات جامعه نبوده‌است.
بنابراین، دیدگاه‌های جدیدی که دخالت مؤثرتر دولت در امور زیربنایی در بخش‌های آب، برق و انرژی را ضروری می‌دانست، همچنان سبب به وجود آمدن طیف وسیعی از دستگاه‌های اجرایی موازی و مشترک گردید، که به نحوی به مسئله تأمین برق و آب (آشامیدنی، کشاورزی و سایر مصارف) مشغول بودند. اما مشکل اساسی این بود که این دستگاه‌ها از نظام و انسجام و هماهنگی خاصی برخوردار نبودند، به همین دلیل این معضل دولتمردان را بر آن داشت تا با تأسیس یک سازمان که بتواند وظایف ارائه خدمات آب و برق را در سراسر کشور برعهده بگیرد، موافقت کنند و همین تفکر در نهایت منجر به تأسیس «وزارت آب و برق» شد.
لایحه قانون تأسیس وزارت آب و برق مصوب ۲۶ اسفند ۱۳۴۲ در واقع نقطه پایانی به تمامی سرگردانی‌هایی بود، که هم مصرف‌کنندگان آب و برق داشتند و هم شرکت‌هایی که در این زمینه فعالیت می‌کردند. وزارت آب و برق از سازمان آب تهران، بنگاه برق تهران، بنگاه مستقل آبیاری، اداره‌کل لوله‌کشی آب تهران، آب و برق خوزستان، آب و برق کرج و اداره حفاظت از تأسیسات سدهای لار و لتیان یا سایر سازمان‌های دولتی که برای احداث و بهره‌برداری از سدها و منابع آب و برق کشور به‌وجود آمده بودند؛ تشکیل شد. به این وسیله هم مصرف‌کنندگان آب و برق و هم شرکت‌ها و سازمان‌های متولی این دو صنعت صاحب یک وزارت‌خانه با شرح وظایف مشخص شدند.
قانون تأسیس وزارت نیرو در بیست و هشتم بهمن ۱۳۵۳ به تصویب رسید، که هدف آن حداکثر استفاده از منابع انرژی و آب کشور، همچنین تهیه و تأمین انرژی و آب برای انواع مصارف عمومی شهروندان عنوان شد.
با تأسیس وزارت نیرو، تمامی اختیارات وزارت آب و برق به وزارت نیرو منتقل شد و حتی بر پایه ماده ۹ این قانون، سازمان انرژی اتمی ایران از سازمان‌های زیرمجموعه وزارت نیرو محسوب شد و در اصلاح ماده ۱ قانون وزارت نیرو در بیستم اردیبهشت ۱۳۵۷، احداث، تکمیل و بهره‌برداری از نیروگاه‌های اتمی نیز از وظایف اصلی وزارت نیرو تلقی شد. بر اساس ماده ۸ این قانون شرکت ملی نفت ایران نیز موظف شد که برنامه‌های تولید، پالایش و توزیع نفت و گاز را در اختیار وزارت نیرو قرار دهد. هر چند پس از وقوع انقلاب ۱۳۵۷ و توجه به توسعه و ضرورت استفاده گسترده از انرژی اتمی، «سازمان انرژی اتمی» مستقل و از وزارت نیرو منفک شد.
با پایان یافتن جنگ ایران و عراق، بازسازی و اجرای طرح‌های عمرانی شدت بیشتری گرفت و دولت و مجلس شورای اسلامی نیز توجه خود را به تصویب قوانین و اجرای طرح‌های عمرانی معطوف داشتند. وضعیت بهداشت محیط شهرها و الزام و ضرورت جمع‌آوری، انتقال و ساماندهی فاضلاب و تأسیسات آب‌رسانی شهرها و واحدهای صنعتی، مقدمات تصویب قوانینی را در این زمینه به وجود آورد. برهمین اساس قانون تشکیل «شرکت‌های آب و فاضلاب» در تاریخ ۴ اسفند ۱۳۶۹ تصویب و ابلاغ شد. بر پایه این قانون، ایجاد و بهره‌برداری از شبکه‌های توزیع آب شهری و جمع‌آوری، انتقال و تصفیه فاضلاب شهرها برعهده شرکت‌های مستقلی با عنوان شرکت‌های آب و فاضلاب استانی که زیر نظر وزارت نیرو انجام وظیفه می‌کنند، گذاشته شد.
بخشی از امورات عمرانی مربوط به آب‌رسانی روستاها و جمع‌آوری و دفع فاضلاب‌های روستایی هنوز تا این تاریخ در اختیار وزارت نیرو قرار نگرفته بود و کماکان برعهده وزارت جهاد سازندگی بود. به‌منظور یکپارچه‌سازی وظایف و واگذاری کلیه خدمات آب و برق، بنا به تصویب هیئت وزیران در مردادماه ۱۳۸۱ وظایف آب و فاضلاب‌های روستایی نیز به وزارت نیرو واگذار شد، همچنین برق‌رسانی به روستاها نیز برعهده وزارت نیرو گذاشته شد.
به این وسیله کلیه وظایف تأمین و آب‌رسانی به شهرها و روستاها، ایجاد شبکه‌ها و تصفیه‌خانه‌های فاضلاب شهری و روستایی، تأمین و توزیع برق به شهرها و روستاها، مطالعه و استفاده از انرژی‌های تجدیدپذیر از جمله اساسی‌ترین وظایف وزارت نیرو می‌باشد.

## وظایف
مهم‌ترین وظایف وزارت نیروی ایران:
- حفاظت، نگهداری، بهره‌برداری و بهبود کمی و کیفی منابع آب‌های سطحی و زیرزمینی
- رضایت و اقناع مردم با تأمین، تصفیه و توزیع مناسب آب بهداشتی سالم و دائمی برای انواع مصارف
- بالابردن بهداشت محیط شهرها و روستاها با طراحی و اجرای شبکه‌های جمع‌آوری و تصفیه‌خانه‌های فاضلاب
- تأمین نیازهای انرژی با کیفیت مطلوب و تمام‌وقت برای انواع مصارف شهروندان
- دیدگاه بلندمدت (دورنگر) به صیانت از منابع آب و انرژی و انتقال آن به نسل‌های آینده

وظایف وزارت نیرو در قانون تأسیس آن که در تاریخ ۱۳۵۳/۱۱/۲۸ به تصویب مجلس سنای وقت رسید، مشخص شده‌است. اما با گذشت زمان و وقوع انقلاب ۱۳۵۷ و سایر قوانین اصلاحیه دچار تغییرات شده‌است، ولی هم‌اکنون (سال ۱۳۸۶) شرح وظایف وزارت نیرو در ۶ محور قابل تعریف است.

## بخش برق
1. سیاست‌گذاری، برنامه‌ریزی، اجرا و توسعه طرح‌های تولید، انتقال و توزیع انرژی برق در شهرها و روستاهای سراسر کشور
2. بررسی و تدوین پیشنهادهای لازم در زمینه راهبردها، سیاست‌ها، برنامه‌ها، قوانین و آیین‌نامه‌های صنعت برق و تعرفه‌های بهای مصرف و اشتراک برق به‌طور سالیانه جهت ارائه به دولت و مجلس و اجرای آنها
3. برنامه‌ریزی جهت انجام طرح‌های تحقیقاتی و پژوهشی مرتبط با فعالیت شرکت و هماهنگی و برنامه‌ریزی آموزشی به‌منظور ارتقاء سطح علمی کارکنان صنعت برق کشور
4. جذب سرمایه‌های داخلی و خارجی و ایجاد زمینه‌های لازم برای مشارکت بخش خصوصی در اجرای طرح‌های تولید و انتقال برق در سراسر کشور
5. عضویت در کمیته و کنوانسیون‌های جهانی انرژی و کسب و تبادل اطلاعات لازم به‌منظور استاندارد کردن و ارتقاء فعالیت‌های صنعت برق کشور
6. هدفمندکردن میزان مصرف برق و یارانه‌ها برابر استانداردهای جهانی
7. سیاست‌گذاری، نظارت و هماهنگی بین شرکت‌های زیرمجموعه به‌منظور اجرای به‌موقع طرح‌های برق در راستای پیشبرد اهداف کلان صنعت برق کشور

## بخش انرژی‌های تجدیدپذیر
1. تعیین سیاست‌های کلان انرژی
2. برنامه‌ریزی و اجرای طرح‌های انرژی‌های تجدیدپذیر با توجه به ویژگی هر منطقه از کشور
3. مطالعه، تحقیق و پژوهش به‌منظور شناسایی توان مناطق کشور در استفاده از انرژی‌های تجدیدپذیر
4. مطالعه و تحقیق و اجرای طرح‌های بهینه‌سازی مصرف انرژی در کشور

## بخش پشتیبانی فنی و مهندسی
1. انجام طرح‌های تحقیقاتی و پژوهشی به‌منظور بالا بردن توان داخلی جهت ساخت و تولید کالاها و قطعات تأسیسات آبی و برقی در کشور
2. مدیریت بر ساخت و تولید قطعات موردنیاز تأسیسات و طرح‌های آب و برق در داخل کشور
3. صدور خدمات فنی و مهندسی به سایر کشورها برای اجرای طرح‌های آب و برق

## بخش برنامه‌ریزی و نیروی انسانی
1. تدوین سیاست‌ها و راهبری منابع انسانی به‌منظور تقویت مطالعات و برنامه‌ریزی جهت ارائه الگوی مناسب مدیریتی
2. مطالعه و تحقیق به‌منظور به‌کارگیری فناوری اطلاعات در صنعت آب و برق
3. سیاست‌گذاری و برنامه‌ریزی به‌منظور انجام پژوهش و تحقیقات، همچنین ایجاد زمینه‌های لازم آموزشی، تربیت و جذب نیروی انسانی متخصص در صنعت آب و برق
4. تدوین برنامه بلندمدت و راهبردی، تلفیق برنامه‌های کوتاه‌مدت و میان‌مدت بخش‌های مختلف صنعت آب و برق و ارائه لایحه بودجه وزارت نیرو
5. ارتباط مناسب و مستمر با مجلس شورای اسلامی به‌منظور توجیه و تصویب لوایح و قوانین موردنیاز وزارت نیرو

## ساختار سازمانی
وزارت نیرو یک سازمان چندوجهی است. به عبارت دیگر وظایف مدیریت چند صنعت بزرگ کشور در این وزارت‌خانه انجام می‌شود. صنعت آب، صنعت برق، صنعت فاضلاب و صنعت انرژی تجدیدپذیر. به همین دلیل ساختار آن به تناسب وظایف بسیار حیاتی و مهمی که دارد، دارای پیچیدگی‌های خاص خود است. به‌عنوان مثال تمام بخش‌های زیرمجموعه وزارت نیرو که وظیفه‌شان ارائه خدمات آب، برق و فاضلاب است و در استان‌ها به‌عنوان نماینده وزارت نیرو انجام وظیفه می‌کنند، به‌صورت شرکتی اداره می‌شوند نه اداره‌کل یا سازمان و همین موضوع یکی از موارد خاص این وزارت‌خانه‌است که ساختار سازمانی آن را از سایر وزارت‌خانه‌ها جدا می‌کند. توجه به عدم تمرکز و تفویض اختیار به شرکت‌ها برای انجام عملیات لازم یکی از ویژگی‌های شاخص وزارت نیرو است. در یک زاویه کلی و دور چارت وزارت نیرو به شرح زیراست.
ساختار وزارت نیرو براساس تفکیک وظایف حاکمیتی و تصدی‌گری (ستاد و صف) طراحی شده‌است و حوزه‌های وزارت نیرو هرکدام وظایف و محدوده مشخصی را دارند.

### سطح یک (سطح حاکمیتی)
حوزه ستادی که وظایف حاکمیتی و سیاست‌گذاری را برعهده دارد. این حوزه از شش معاون وزیر و ۲۴ دفتر تشکیل شده‌است و دارای ساختار سازمانی زیر است:
- معاونت تحقیقات و منابع انسانی
- معاونت برنامه‌ریزی و اقتصادی
- معاونت پشتیبانی، حقوقی و امور مجلس
- معاونت برق و انرژی
- معاونت آب و آبفا
- سازمان انرژی‌های تجدیدپذیر و بهره‌وری انرژی برق (ساتبا)

### سطح دو (سطح میانی تخصصی)
این سطح شامل پنج شرکت مادر تخصصی که وظایف برنامه‌ریزی، نظارت و ارزیابی شرکت‌های زیرمجموعه تخصصی خود را برعهده دارند و وظیفه‌شان اجرای سیاست‌های کلان وزارت نیرو توسط شرکت‌های زیرمجموعه است.
این شرکت‌ها به استناد قانون برنامه سوم توسعه اقتصادی، اجتماعی و فرهنگی جمهوری اسلامی ایران مبنی بر سامان‌دهی و استفاده مطلوب از امکانات شرکت‌های دولتی و افزایش بازدهی و بهره‌برداری و اداره مطلوب شرکت‌هایی که ضروری است در بخش دولتی باقی بمانند و نیز فراهم نمودن زمینه واگذاری به بخش خصوصی تشکیل شدند.
بر اساس این قانون به دولت اجازه داده شد نسبت به واگذاری، انحلال، ادغام و تجدید سازمان شرکت‌های دولتی، اصلاح و تصویب اساسنامه شرکت‌ها، تصویب آیین‌نامه‌های مالی و معاملاتی اقدام نماید.
در تبصره الف ماده ۴ قانون برنامه سوم توسعه اقتصادی، اجتماعی و فرهنگی جمهوری اسلامی ایران مقرر شد که شرکت‌های مادر تخصصی سازمان‌دهی شده و زیر نظر وزارت‌خانه‌های ذی‌ربط در چارچوب اساسنامه مربوط اداره شوند؛ بنابراین، اساسنامه چهار شرکت مادرتخصصی با پیشنهاد وزارت نیرو و تأیید سازمان مدیریت و برنامه‌ریزی کشور و وزارت امور اقتصادی و دارایی به تصویب هیئت وزیران رسید و در نهایت به وزارت نیرو جهت اجرا و تشکیل ابلاغ شد. همچنین سال ۱۳۹۳، سازمان توسعه برق ایران (زیرمجموعه توانیر) به شرکت مادرتخصصی تولید نیروی برق حرارتی تغییر نام داد و زیر نظر مستقیم وزارت نیرو قرار گرفت.
شرکت‌های مادرتخصصی زیرمجموعه وزارت نیرو عبارتند از:
- شرکت مادرتخصصی مهندسی آب و فاضلاب کشور
- شرکت مادرتخصصی تولید، انتقال و توزیع نیروی برق ایران (توانیر)
- شرکت مادرتخصصی تولید نیروی برق حرارتی
- شرکت مادرتخصصی مدیریت ساخت و تهیه کالای آب و برق (ساتکاب)
- شرکت مادرتخصصی مدیریت منابع آب ایران: وظیفه این شرکت راهبری و اجرای طرح‌های ذخیره‌سازی و استحصال منابع آب و همچنین انتقال آب و اجرای شبکه‌های آبیاری و زهکشی توسط شرکت‌های زیرمجموعه است.

#### شرکت توسعه منابع آب و نیروی ایران
شرکت توسعه منابع آب و نیروی ایران با هدف به فعل درآوردن بخش قابل توجهی از پتانسیل‌های کشور ایران در زمینه انرژی برق‌آبی (به خصوص سدهای بزرگ) و توسعه تأسیسات ذخیره و انتقال آب در سال ۱۳۶۸ تأسیس شده‌است. این شرکت که از لحاظ ساختاری زیرمجموعه شرکت مادرتخصصی مدیریت منابع آب وزارت نیرو محسوب می‌شود و از این روی یک شرکت فعال در بخش عمومی (دولتی) است که خدمات آن مورد استفاده تمامی شهروندان ایرانی است. این شرکت کارفرمای اصلی طرح‌های برق‌آبی بزرگ، متوسط و کوچک است و با بیش از ۶۰ شرکت مشاور و پیمانکار تخصصی همکاری و فعالیت دارد.
شرکت توسعه منابع آب و نیروی ایران با هدف به فعل درآوردن بخش قابل توجهی از پتانسیل‌های کشور در زمینه انرژی برق‌آبی (به خصوص سدهای بزرگ) و توسعه تأسیسات ذخیره و انتقال آب تأسیس شده‌است. این شرکت که از لحاظ ساختاری زیرمجموعه وزارت نیرو محسوب می‌شود کارفرمای اصلی طرح‌های برق‌آبی بزرگ، متوسط و کوچک است و از زمان تأسیس در سال ۱۳۶۸ تاکنون توانسته بیش از ۶۵۰۰ مگاوات به ظرفیت نیروگاه‌های برق‌آبی کشور اضافه کند. این در حالی است که کل ظرفیت فعلی برق‌آبی کشور حدود ۹۳۹۹ مگاوات است.
اولین فعالیت شرکت توسعه منابع آب و نیروی ایران که در سال ۱۳۶۹ به انجام رسید ترمیم بدنه سد سفیدرود بود که به‌علت زلزله رودبار شکاف خورده بود و به این ترتیب امکان بهره‌برداری مجدد از سد سفیدرود فراهم شد. پس از اجرای این پروژه، فعالیت شرکت معطوف به اجرای بزرگ‌ترین طرح‌های برق‌آبی تاریخ ایران شد و این شرکت توانست عملیات احداث چهار طرح بزرگ برق‌آبی مسجدسلیمان، کرخه، کارون ۳ و کارون ۴ که از شاهکارهای مهندسی معاصر ایران به‌شمار می‌آیند و همچنین طرح متوسط کوهرنگ، لوارک و شهید رجایی و چندین طرح کوچک را به پایان برد. ظرفیت تولید انرژی این نیروگاه‌ها ۶۹ درصد کل ظرفیت برق‌آبی کشور است.
سد و نیروگاه‌های گتوندعلیا، سیمره، سیاه‌بیشه، رودبار لرستان، بختیاری، خرسان۳، تنگ معشوره، چم شیر، پارسیان و دو طرح کوچک برق‌آبی طرح‌های در حال احداث شرکت توسعه منابع آب و نیروی ایران هستند که هم‌اکنون مراحل اجرایی آن‌ها در حال انجام است و با اتمام این طرح‌ها ۵۱۹۳ مگاوات دیگر به ظرفیت تولید برق کشور افزوده خواهد شد.
شرکت توسعه منابع آب و نیروی ایران همچنین بیش از ۵۰ طرح سد و نیروگاه از نوع مخزنی، جریانی و تلمبه ذخیره‌ای را در دست مطالعه دارد که پس از اجرا و بهره‌برداری از این طرح‌ها حدود ۱۶ هزار مگاوات به ظرفیت نصب شده نیروگاه‌های کشور اضافه شده و به موجب آن حدود ۲۱۳۰۰ گیگاوات ساعت در سال به تولید انرژی برق آبی کشور اضافه خواهد شد. همچنین با اجرای این طرح‌های مطالعاتی بیش از ۲۶ میلیارد متر مکعب به حجم آب مخازن سدهای کشور اضافه خواهد شد.
شرکت توسعه منابع آب و نیروی ایران به‌عنوان کارفرمای اصلی پروژه‌های برق‌آبی به دنبال گسترش حضور بخش خصوصی و سرمایه‌گذاری این بخش در این عرصه است. این شرکت در حال حاضر زمینه‌های این مشارکت را فراهم آورده و آماده است طی قراردادهای B.O.T, B.O.O و فاینانس بتواند اجرای طرح‌های برق‌آبی خود را به بخش خصوصی ایرانی یا خارجی واگذار کند.
همچنین شرکت توسعه منابع آب و نیروی ایران برای اجرای مأموریت خود و ایفای نقش در جهت افزایش ظرفیت‌های صنعت برق‌آبی کشور در نقش یک نهاد توسعه‌ای توانمند ظاهر شده و ضمن ایجاد ارتباط مؤثر و هماهنگ با سایر نهادهای مرتبط به یکپارچه‌سازی تصمیم‌ها در حوزه مطالعات، توسعه سازه‌ها و تأسیسات برق‌آبی، مدیریت مستقیم طرح‌های اجرایی، بهبود ظرفیت‌های بخش خصوصی از طریق توسعه بخش‌های مهندسی و اجرایی و ارتقاء سطح مدیریت در صنعت آب و برق کشور همت گماشته‌است.

### سایر مؤسسات وابسته و مرتبط
- پژوهشگاه نیرو
- مؤسسه تحقیقات آب[۶]
- مؤسسه گنجینه ملی آب ایران
- مرکز منطقه‌ای مدیریت آب شهری
- کمیته ملی آبیاری و زهکشی ایران
- مرکز بین‌المللی قنات و سازه‌های تاریخی آب[۷]